# Лудвиг Детето
Лудвиг IV Детето (на немски: Ludwig das Kind; * септември или октомври 893, Алтьотинг; † 20 или 24 септември 911, вероятно Франкфурт на Майн) е херцог на Бавария (893 – 911), крал на Източното франкско кралство.

## Биография
Той е единственият легитимен син на император Арнулф Каринтийски и Ода от Конрадините.
На 4 февруари 900 г. Лудвиг, на шест години, е издигнат в Пфалц Форххайм за крал на Източното франкско кралство. Неговите влиятелни съветници са епископ Хатон I от Майнц и епископ Саломон III от Констанц. През 910 г. войската на Лудвиг е победена от унгарците в битката при Лехфелд.
Лудвиг умира на 18 години на 20 или 24 септември 911 г. С него свършва линията на източнофранкските Каролинги. Погребан е в „Св. Емерам“ в Регенсбург, където е погребан и баща му Арнулф Каринтийски..